# Saalbahn
La Saalbahn (letteralmente: «ferrovia della Saale») è un'importante linea ferroviaria tedesca, che collega Naumburg a Saalfeld attraverso la valle della Saale.

## Caratteristiche

### Percorso
| Unknown route-map component "CONTfa" |

| Unknown route-map component "STR+l" | Unknown route-map component "KRZu" | Unknown route-map component "CONTgeq" |

| One way leftward | Unknown route-map component "ABZg+r" |  |

| Station on track |

| Unknown route-map component "CONTgq" | Unknown route-map component "ABZgr" |  |

| Non-passenger station/depot on track |

| Unknown route-map component "hKRZWae" |

| Station on track |

| Unknown route-map component "hKRZWae" |

|  | Unknown route-map component "ABZgl" | Unknown route-map component "STR+r" |

| 55,9 |
| -0,8 |

|  | Unknown route-map component "hKRZWae" | Unknown route-map component "hKRZWae" |

| Unknown route-map component "CONTgq" | Unknown route-map component "KRZo" | Unknown route-map component "ABZgr" |

| 56,9 |
| 0,2  |

|  | Unknown route-map component "ABZg+l" | One way rightward |

| Unknown route-map component "hKRZWae+GRZq" |

| Unknown route-map component "CONTfaq" | Unknown route-map component "ABZg+r" |  |

|  | Unknown route-map component "eABZg+l" | Unknown route-map component "exCONTgeq" |

| Station on track |

| Station on track |

|  | Unknown route-map component "eABZg+l" | Unknown route-map component "exCONTgeq" |

| Stop on track |

| Stop on track |

| Station on track |

| Stop on track |

| Unknown route-map component "CONTfaq" | Unknown route-map component "KRZu" | Unknown route-map component "STR+r" |

|  | Unknown route-map component "ABZg+l" | One way rightward |

| Station on track |

|  | Unknown route-map component "ABZgl" | Unknown route-map component "CONTfq" |

| Unknown route-map component "SKRZ-Au" |

| Stop on track |

| Stop on track |

| Station on track |

|  | Unknown route-map component "ABZgl" | Unknown route-map component "CONTfq" |

| Stop on track |

| Station on track |

| Unknown route-map component "eHST" |

| Non-passenger station/depot on track |

| Station on track |

| Station on track |

| Unknown route-map component "exCONTgq" | Unknown route-map component "eABZgr" |  |

| Unknown route-map component "hKRZWae" |

| Unknown route-map component "CONTfaq" | Unknown route-map component "ABZg+lr" | Unknown route-map component "CONTgeq" |

| Station on track |

| Continuation forward |

### Esplicative
1. ↑  Abbreviazione di Hauptbahnhof, «stazione centrale».
2. 1 2  Abbreviazione di Abzweig, «bivio».
3. ↑  Abbreviazione di Großheringen oben, «Großheringen superiore».
4. ↑  Abbreviazione di Großheringen unten, «Großheringen inferiore».
5. 1 2  Abbreviazione di Thüringen, «Turingia».
6. ↑  Abbreviazione di Güterbahnhof, «stazione merci».

### Bibliografiche
1. ↑  (DE) Eisenbahnatlas Deutschland. Ausgabe 2009/2010, Schweers + Wall, 2009, ISBN 978-3-89494-139-0.